# Резолюция Генеральной Ассамблеи ООН ES-11/3
Резолю́ция Генера́льной Ассамбле́и ООН ES-11/3 — резолюция одиннадцатой чрезвычайной специальной сессии Генеральной Ассамблеи Организации Объединённых Наций, принятая 7 апреля 2022 года. Резолюция приостановила членство России в Совете ООН по правам человека в связи с «серьезной обеспокоенностью продолжающимся правозащитным и гуманитарным кризисом на Украине […] включая грубые и систематические нарушения и ущемления прав человека», совершенные Россией. Резолюция была принята при 93 голосах за, 24 против и 58 воздержавшихся.

## Предыстория
1 апреля 2022 года была обнародована видеозапись резни в Буче, связывающая резню с Вооруженными силами России. 4 апреля, сославшись на резню в Буче, посол США в ООН Томас-Гринфилд, Линда заявила, что США будут добиваться исключения России из Совета ООН по правам человека. В то время длился трехлетний период членства России в Совете.
Проект резолюции был внесен на рассмотрение 6 апреля 2022 года. Ранее только Ливия была лишена права членства в организации в результате действий режима Каддафи против антиправительственных демонстрантов в 2011 году.  Перед голосованием российская делегация в ООН в частном порядке распространила письмо, в котором призвала страны не голосовать за резолюцию или воздержаться при голосовании, подчеркнув, что это повлияет на двусторонние отношения.

## Голосование
7 апреля 2022 года Генеральная Ассамблея ООН, преодолев необходимый барьер в две трети голосов «за», приняла резолюцию. Резолюция была принята при 93 голосах за, 24 против и 58 воздержавшихся. Членство России действует до 2023 года, российская делегация объявила о выходе из Совета по правам человека ранее в тот же день в ожидании голосования.